# Midtbus Jylland
Midtbus Jylland A/S er et dansk busselskab med hovedkvarter i Viborg. De har over 140 busser og ca. ligeså mange ansatte, der kører i Jylland. Virksomheden blev etableret i 2009 ved en fusion mellem KAS Biler og Sønderballes Biler. Senere opkøbte de Vesthimmerlands Rute og Turist samt Palles Turistfart. I 2025 overtog de Morsø Bustrafik. Virksomheden er ejet af Kim Rønning Christensen.